# Moisenay
Moisenay ist eine französische Gemeinde mit 1.363 Einwohnern (Stand: 1. Januar 2022) im Département Seine-et-Marne in der Region Île-de-France. Sie gehört zum Arrondissement Provins und zum Kanton Nangis.
Die Einwohner werden Moseniens genannt.

## Geographie
Moisenay liegt etwa 40 Kilometer südöstlich von Paris. Das Gemeindegebiet wird vom Fluss Almont durchquert.

## Bevölkerungsentwicklung
| Jahr      | 1962 | 1968 | 1975 | 1982 | 1990 | 1999 | 2006 | 2013 |
| Einwohner | 719  | 725  | 751  | 824  | 970  | 1161 | 1138 | 1314 |

## Sehenswürdigkeiten
- Kirche Saint-Martin aus dem 12. Jahrhundert (Monument historique)

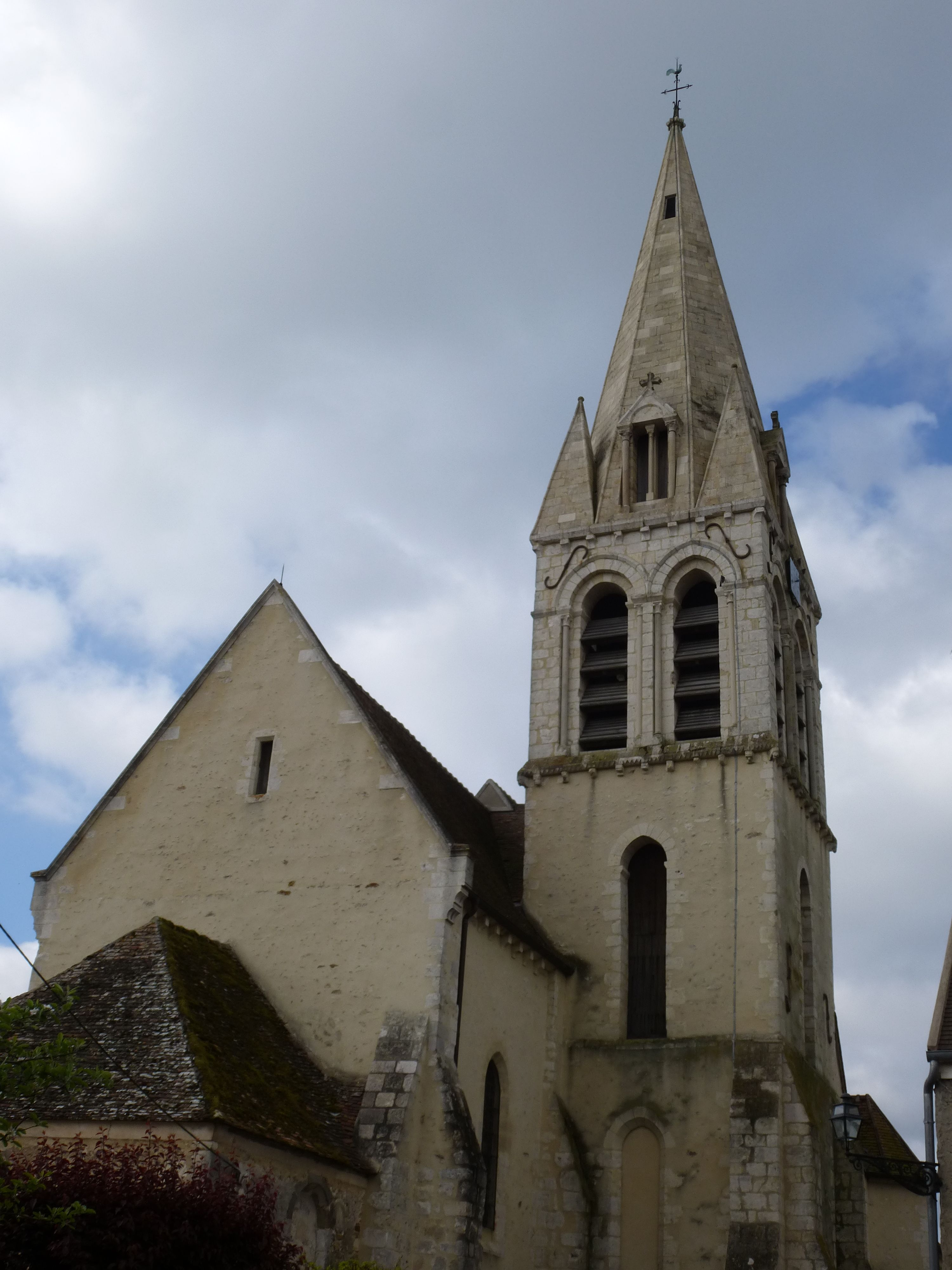
Kirche Saint-Martin

## Persönlichkeiten
- Roger Albert Champenois (1900–1973), Schauspieler und Komiker